# Zona arqueológica de Tzintzuntzan
Tzintzuntzan fue el centro ceremonial de la capital purépecha precolombina del mismo nombre. El nombre proviene de la palabra purépecha Ts'intsuntsani, que significa ‘lugar de colibríes’. El sitio incluye al menos 1000 elementos arqueológicos en un área de al menos 1075 hectáreas.
Luego de estar en Pátzcuaro durante los primeros años del Imperio purépecha, el poder se consolidó en Tzintzuntzan a mediados del siglo XV. El imperio continuó creciendo y resistiendo los ataques del vecino Imperio mexica, hasta la llegada de los españoles. No queriendo sufrir la destrucción que sufrió la capital azteca, Tenochtitlan, el emperador de esta ciudad se rindió a los españoles. Con el tiempo, gran parte del sitio y especialmente sus características cinco pirámides redondeadas llamadas «yácatas» fueron destruidas y la ciudad quedó abandonada casi por completo.
Debido al desinterés por el antiguo señorío purépecha, la excavación de este sitio no se inició hasta la década de 1930. Su construcción más grande son las cinco pirámides yácatas, que se alinean mirando hacia el lago de Pátzcuaro. La otra es la extensa Gran Plataforma excavada en la ladera sobre la que descansan las yácatas y otras construcciones. Hoy en día el sitio se utiliza para eventos como la K’uínchekua.

## Capital del Imperio purépecha

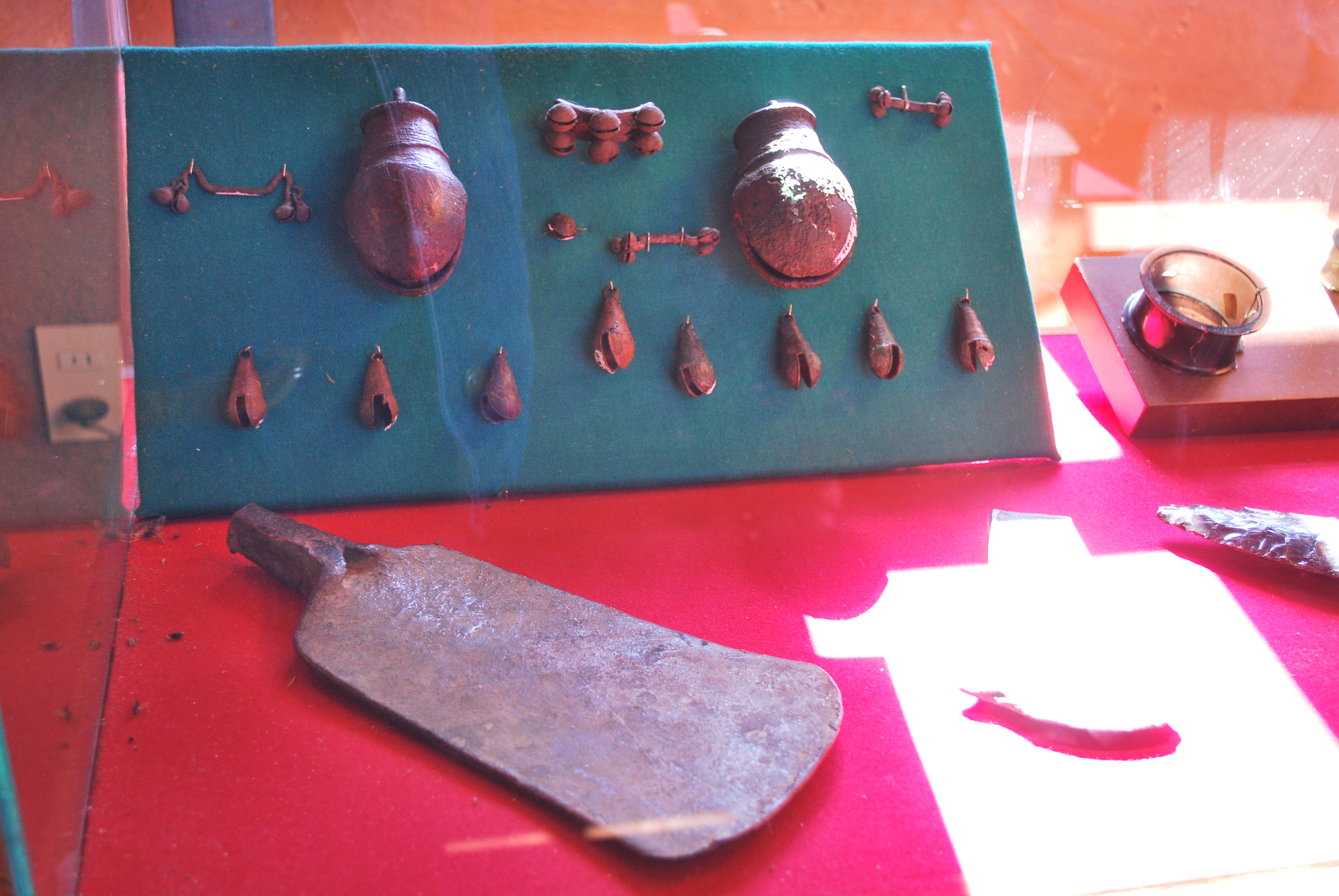
Objetos purépechas de cobre y latón en el museo de sitio.

Tzintzuntzan era la capital del Imperio purépecha cuando llegaron los españoles en 1522. Como este pueblo no dejó registros escritos, lo que sabemos de esta ciudad y su imperio proviene de escritos españoles y evidencia arqueológica. El principal documento español se llama Relación de las ceremonias y ritos población y gobierno de los indios de Michoacán —conocido simplemente como Relación de Michoacán—, escrito por Jerónimo de Alcalá basándose en lo que le contó la élite purépecha en 1539. Otros escritos que se refieren a la capital incluyen la cuarta carta de Hernán Cortés en 1524; La información de Don Vasco de Quiroga, sobre el asiento de su iglesia Catedral de 1538; Tratado curioso y doctor de las cosas de la Nueva España, por Antonio de la Ciudad Real en 1590; Relaciones goegráficas; las Crónica de la orden de Nuestro Seráfico Padre San Francisco, provincia de San Pedro y San Pablo de Mechoacan in la Nueva España de Alonso de la Rea en el siglo XVII; y la Crónica de la provincia de los santos apóstoles San Pedro y San Pablo de Michoacán de Pablo Beaumont.
Por varias razones, los orígenes purépechas están envueltos en un misterio. Gran parte de la cultura purépecha es muy distinta de otras culturas mesoamericanas. El idioma purépecha tiene más en común con el zuñi en el suroeste de los Estados Unidos y el quechua en Perú y no tiene relación con ningún otro idioma mesoamericano. La colección de relatos de ancianos purépechas de Jeromimo de Acalá afirma que estos pueblos migraron a la región del lago de Pátzcuaro, desarrollando alianzas entre los pueblos que ya estaban aquí. Con el tiempo, se convirtieron en el grupo dominante y establecieron su ciudad en Tzintzuntzan. Según la evidencia recopilada, el pueblo purépecha pudo haber comenzado a dominar el área del lago de Pátzcuaro ya en el año 1000 d. C., pero definitivamente hacia el año 1250.
La historia tradicional purépecha relata que hacia el año 1325 el irecha, guerrero y héroe Tariácuri se declaró señor e hizo de Pátzcuaro su capital. Sus sobrinos fueron enviados a gobernar los vecinos Ihuatzio y Tzintzuntzan, y estos dos comenzaron a realizar conquistas militares desde estos puntos. Durante esta época de expansión, la esfera de influencia se trasladó de Pátzcuaro a Tzintzuntzan, que había ganado suficiente dominio político para poner a las otras ciudades bajo su control. Durante gran parte de la historia del imperio, Tzintzuntzan tuvo al menos cinco veces la población de cualquiera de las otras ciudades, alrededor del 36 por ciento de la población total de la cuenca de Pátzcuaro. Alrededor de 1440, se consolidó el imperio y se fundó una burocracia administrativa en Tzintzuntzan. Se produjo una mayor expansión del imperio por los alrededores.

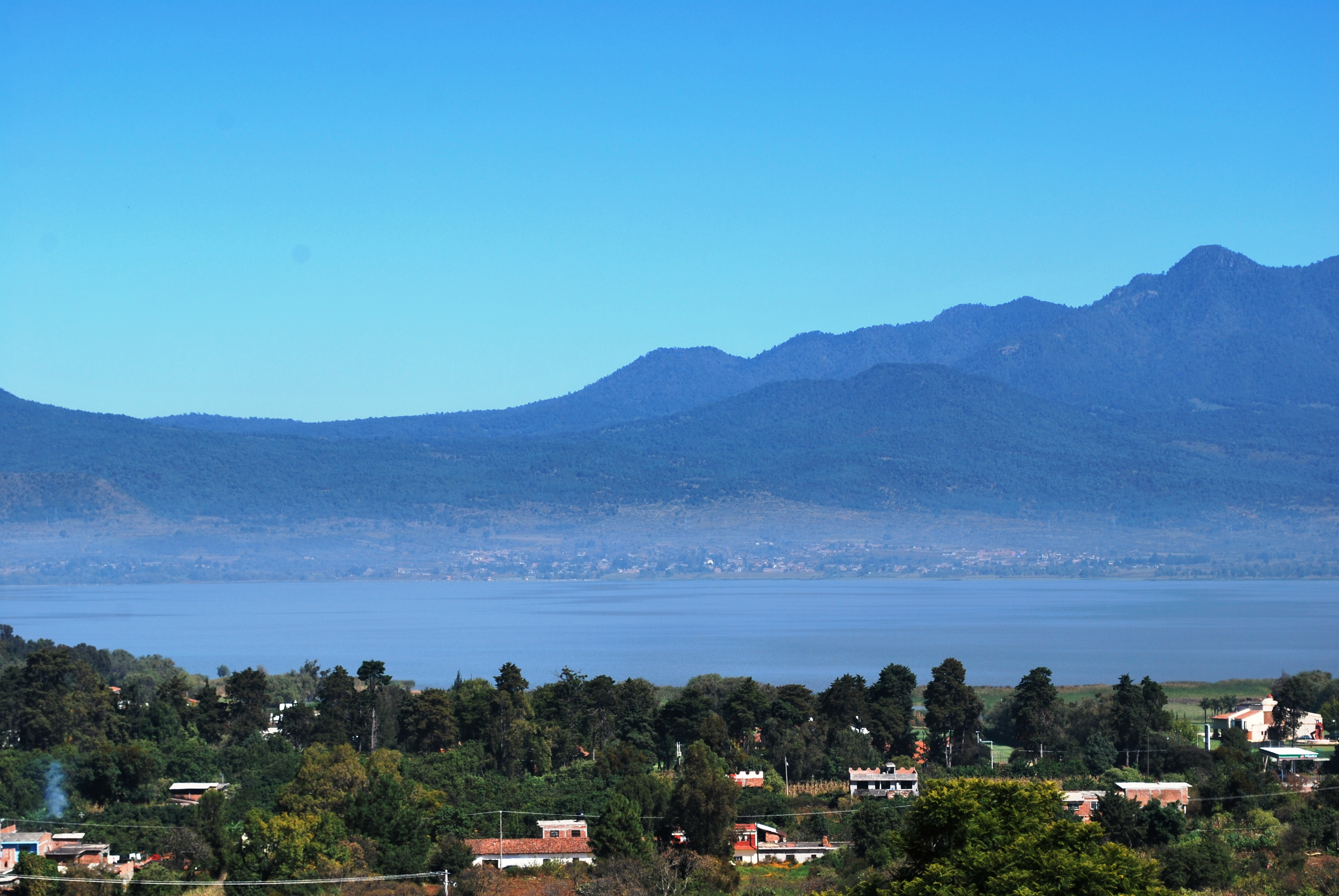
Vista del lago de Pátzcuaro desde el sitio.

La fecha de fundación de la ciudad de Tzintzuntzan muy probablemente sea 1450, durante el período posclásico tardío. La historia tradicional del imperio durante los siglos XIV y XV no está clara porque, si hay que creerlo, tanto Tariácuri como sus sobrinos gobernaron durante más de noventa años. Los registros son bastante claros en cuanto a que la consolidación del imperio comenzó a mediados del siglo XV, produciendo un estado tributario. La burocracia se centró en Tzintzuntzan y el imperio se expandió fuera del área del lago de Pátzcuaro entre 1440 y 1500. Esto llevó a una composición étnica muy mixta para el imperio, incluida la propia capital, donde solo el diez por ciento de la población de la zona del lago era étnicamente purépecha. Alrededor del 25 al 35 por ciento de la población estaba formada por élites, sus sirvientes y especialistas artesanales residentes. Desde Tzintzuntzan se controlaba la vida política, económica y religiosa. El sitio está ubicado en la ladera del cerro Yauarato, lo que permite una vista de la mayor parte del lago de Pátzcuaro y sus orillas. La colina protegió este sitio de los ataques. La ciudad prehispánica de Tzintzuntzan se extendía desde el lago de Pátzcuaro hasta las colinas justo al este y tenía una población de entre 25 000 y 30 000 habitantes cuando llegaron los españoles en la década de 1520. El poder purépecha se extendía sobre una amplia sección de lo que hoy es el centro-occidente de México, abarcando lo que hoy es el estado de Michoacán y partes de los modernos estados de Guanajuato, Guerrero y Jalisco. A pesar de ser la capital del segundo imperio más grande de Mesoamérica, cuando los españoles conquistaron Tenochtitlán, la ciudad se rindió a los españoles sin luchar. Hay dos razones probables para esto. Incluso antes de que llegaran los españoles, las epidemias de sus enfermedades, como la viruela y el sarampión, habían afectado gravemente a la población purépecha y probablemente mataron al emperador (Zuangua). Se instaló apresuradamente un nuevo y joven emperador (Tangáxoan II), que tenía poca experiencia política y esperaba poder sortear el dominio español y evitar el destino de destrucción total de Tenochtitlan. Esta esperanza se acabó cuando algunos administradores españoles, actuando sin la autorización de la corona, lo quemaron en la hoguera.
Tzintzuntzan se convirtió en la primera capital de la nueva provincia española de Michoacán en la década de 1520, y los frailes franciscanos llegaron aquí para evangelizar al pueblo purépecha. Su complejo monástico fue construido en parte con piedras extraídas de las yácatas del centro ceremonial. Para la década de 1530, la capital se había trasladado a Pátzcuaro y la población de Tzintzuntzan se desplomó hasta quedar prácticamente abandonada.

## Descripción del sitio
El sitio arqueológico de Tzintzuntzan es en su mayor parte lo que fue el centro ceremonial. Está situado sobre una gran plataforma artificial excavada en el cerro Yahuarato que domina el lago de Pátzcuaro desde la orilla noreste. El centro ceremonial contiene una gran plaza y varios edificios conocidos por albergar a sacerdotes y nobles, pero la atracción principal son las cinco yácatas o pirámides semicirculares que miran hacia el área del lago. Este centro ceremonial fue llamado Taríaran o ‘Casa del Viento’.
En este centro ceremonial, el rey, o cazonci, funcionaba como representante del dios principal Curicaueri. Sus principales deberes eran conquistar en nombre del dios y asegurar que los fuegos perpetuos de los templos principales contaran con leña. Aquí se realizaban un gran número de sacrificios humanos, normalmente de prisioneros de guerra. Se creía que estos prisioneros sacrificados eran mensajeros de los dioses y se les veneraba como tales. Cuando se tomaba la decisión de ir a la guerra, aquí se encendían enormes hogueras, que luego los sacerdotes duplicarían en los otros ocho centros administrativos del imperio. Los 91 asentamientos en la cuenca del lago de Pátzcuaro podrían ver estos incendios y sabrían que deben prepararse para la guerra.
Tzintzuntzan tiene la más grande de las estructuras monumentales del Imperio purépecha. Las dos estructuras más impresionantes aquí son las cinco yácatas y la Gran Plataforma sobre la que descansan. Todas ellas son visibles y datan de la segunda etapa de ocupación del sitio. La primera etapa está representada por estructuras más pequeñas de tipo piramidal que se encuentran debajo de las yácatas. La Gran Plataforma es una gran superficie plana de 450 m por 250 m, excavada en la ladera de la colina.
Al frente de la plataforma, mirando hacia el lago de Pátzcuaro, hay cinco pirámides yácatas en fila aproximadamente de norte a sur. A diferencia de las pirámides mexicas o mayas, estas estructuras son redondeadas, no cuadradas. Las cinco estructuras tienen forma aproximada de ojo de cerradura y están unidas en la parte posterior mediante plataformas piramidales escalonadas. El núcleo de cada una de estas estructuras está formado por escombros amontonados que luego fueron revestidos con losas de piedra decoradas con espirales, círculos y otros diseños geométricos y petroglifos. Estas losas de piedra encajadas son similares a la mampostería utilizada por los incas en América del Sur. Otra distinción de esta y otras arquitecturas purépechas es que nunca se ha encontrado ningún indicio de estuco.
Sobre cada una de las yácatas había un templo de madera, en el que se llevaban a cabo los ritos más importantes del pueblo y gobierno purépecha, incluidos entierros, de los cuales se han encontrado alrededor de sesenta. Los entierros excavados contienen ricos ajuares funerarios y probablemente sean de reyes y sumos sacerdotes. Tres de las yácatas permanecen sin reconstruir.

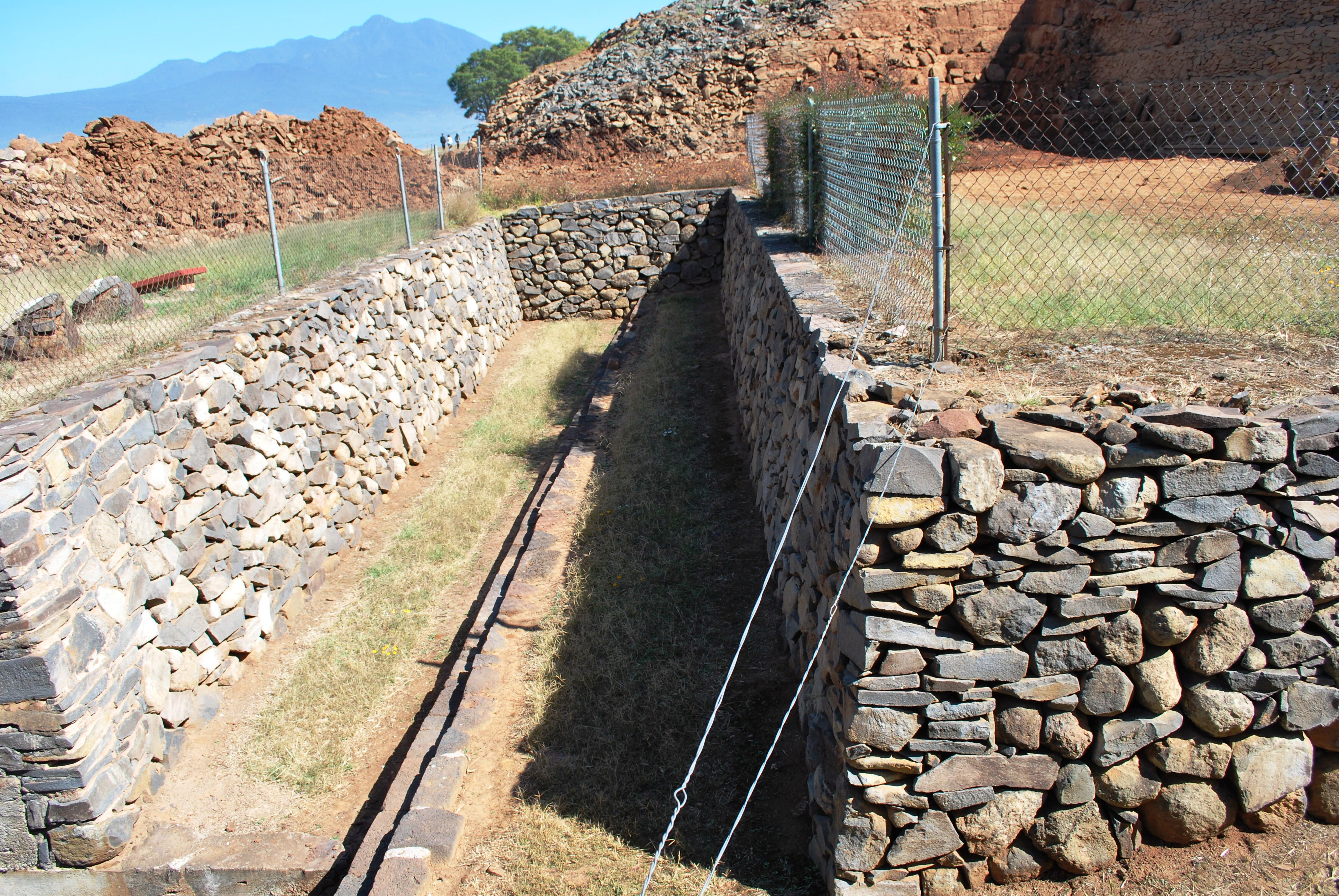
Excavaciones de yácatas que revelan estructuras más antiguas

Las yácatas fueron construidas sobre estructuras piramidales más antiguas y tradicionales de la primera etapa de ocupación del sitio. Entre las yácatas 3 y 4, se han excavado aberturas hacia la Gran Plataforma para revelar algunas de estas estructuras, que incluyen tres conjuntos de escaleras y parte de un muro circular. Detrás de las cinco yácatas hay una enorme plaza con algunas estructuras más pequeñas. En la plataforma sólo vivía la élite religiosa y política, sus sirvientes y sus guardias. Aquí se llevaban a cabo rituales como los a los distintos dioses, el sol y la luna y eventos como los equinoccios. En el extremo norte de la plataforma se encuentra El Palacio o Edificio B, que fue explorado en las décadas de 1940 y 1980, con varios entierros de monarcas y sumos sacerdotes. Este era un palacio real o quizás una zona residencial para sacerdotes de élite El palacio contaba con una sala dedicada a almacenar las cabezas de los enemigos muertos en batalla. El edificio E está ubicado en medio del pequeño bosque de la plataforma. Se utilizaba para almacenar artículos de tributo. Dentro de este edificio hay evidencia de ocupación durante la época colonial temprana.
Tzintzuntzan estaba organizado en distintos barrios de unos 40 distritos, cada uno de los cuales contenía 25 hogares. Los plebeyos, que constituían la mayoría de la población, vivían en casas pequeñas. Cultivaban y también producían bienes de consumo en talleres residenciales. Lo más probable es que su mercado se reuniera a diario y tuviera productos locales e importados, aunque no se ha determinado su ubicación.
El Museo de Sitio de la Zona Arqueológica de Tzintzuntzan fue inaugurado en 1992, con el propósito básico de exhibir piezas del sitio. El museo contiene una sala en la que se exhiben artículos religiosos, decorativos y utilitarios. Hay gráficos que relatan la historia de los gobernadores del imperio, así como un mapa del Michoacán moderno que indica los lugares de origen de los objetos mostrados. El museo ofrece visitas guiadas y venta de publicaciones y reproducciones de artefactos.

## Excavación del sitio

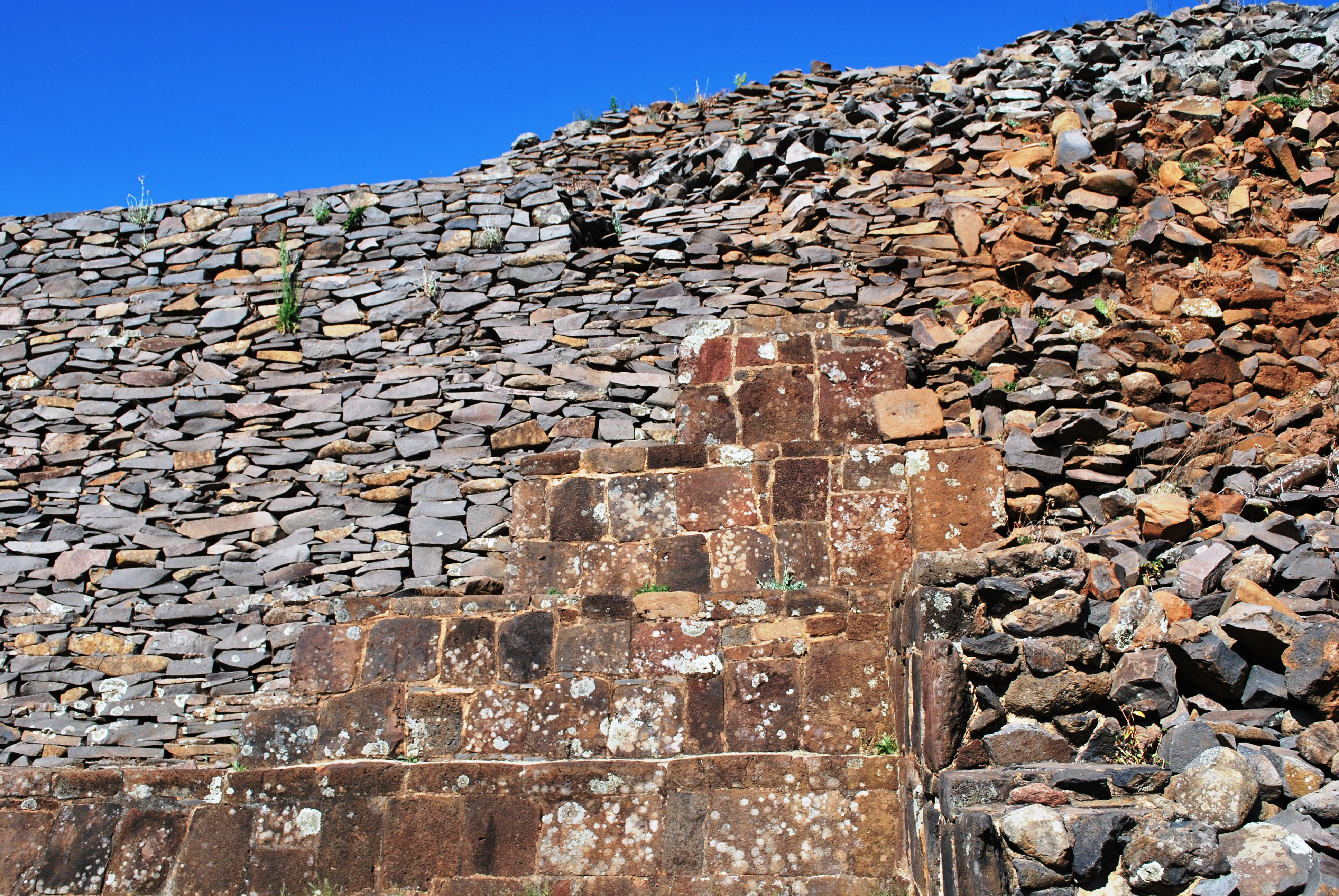
Parte de una yácata reconstruida que muestra parte del revestimiento de piedra.

A diferencia de los mexicas y los mayas, los antiguos purépechas dejaron poca arquitectura monumental. Las ciudades no estaban fortificadas de manera significativa y las carreteras tenían poca o ninguna pavimentación. Sólo se conocen dos canchas de juego de pelota en la zona del antiguo imperio y ninguno en la capital. Hasta hace relativamente poco tiempo, los arqueólogos, antropólogos e historiadores tenían poco interés por este pueblo. Incluso había dudas de que los purépechas llegaran a tener una sociedad estatal. Sin embargo, investigaciones recientes han revelado que los antiguos purépechas tenían un vasto imperio, superado en territorio solo por los aztecas, y una cultura compleja que en muchos aspectos no se parecía a ninguna otra en Mesoamérica.
Las primeras referencias modernas a las yácatas de Tzintzuntzan datan de los escritos de Beaumont (1855), cuando Tzintzuntzan fue identificada por primera vez como la capital del antiguo estado purépecha. El primer trabajo de campo aquí fue el de Nicolás León en 1888. Describió las características básicas de los edificios y dio una breve historia del sitio, enfatizando los eventos que llevaron a la destrucción de la antigua ciudad. Sin embargo, no se realizaron excavaciones en el lugar hasta la década de 1930.
La zona que ahora está abierta al público es la primera zona excavada y reconstruida a finales de los años 30. En 1930, Caso y Noguera iniciaron la primera excavación formal en Tzintzuntzan. Su trabajo resultó difícil debido a la composición del suelo, lo que dificultaba la identificación de los estratos del sitio y su cronología.

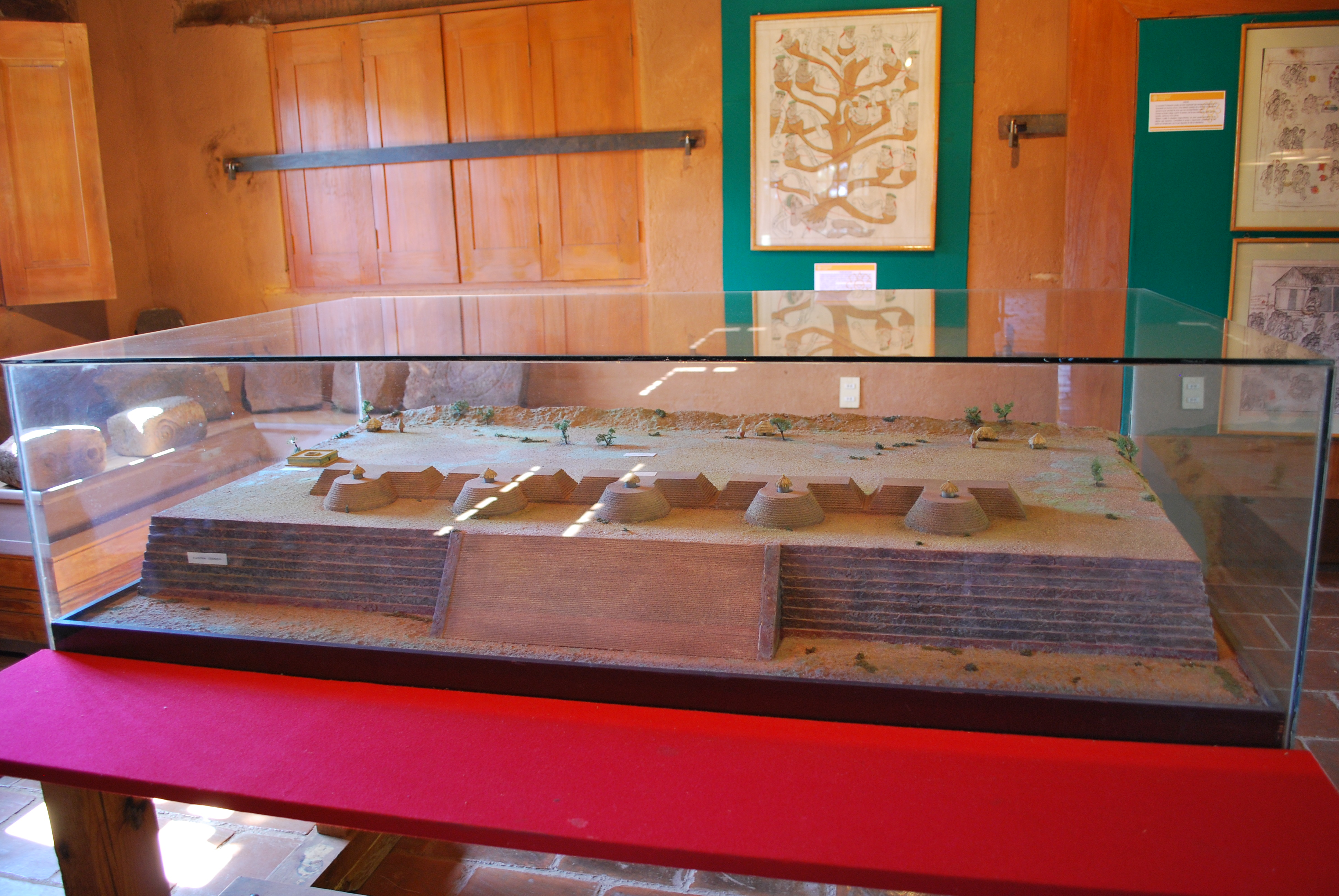
Maqueta del sitio en el museo de sitio.

En 1937 se inició una serie de once temporadas de trabajos en el lugar para limpiar el lugar, consolidarlo y reconstruir los principales elementos arquitectónicos. Otros estudios se llevaron a cabo paralelamente a este trabajo. Esta obra estuvo encabezada por Alfonso Caso y se centró en la Yácata número 5, así como en la consolidación del extremo norte de la línea de yácatas. Durante la temporada de 1938 se procedió a una mayor consolidación, así como a la excavación de enterramientos y al intento de establecer una cronología de ocupación mediante estratos. Se limpió la yácata 5, así como se descubrió el Edificio A (de la época colonial) y el Edificio B. De 1940 a 1946 se terminó la yácata 5 y se excavaron los edificios B y C. Aquí se llevaron a cabo estudios topográficos y de estratos para apoyar el estudio de la cerámica. Se completó la excavación de entierros y se investigó el área rectangular entre las yácatas 4 y 5, así como el área rectangular junto a la yácata 1. De 1962 a 1968 la zona fue explorada por el Dr. Piña Chan. Se reconstruyó el frente de la yácata 1 y el muro que delimita la Gran Plataforma. Se descubrió un edificio de la época colonial (Edificio D), un altar en el Edificio B y se excavó la yácata 5 para determinar cómo fue construida. Se exploró el barrio de Santa Ana, que está frente a las pirámides de yácata y se hicieron más reconstrucciones de yácatas y muros. En la década de 1970 se elaboró un mapa detallado del sitio, basándose tanto en la arqueología realizada hasta el momento como en los registros de la época. La plaza ceremonial y el perímetro, así como las yácatas 2 y 3, fueron las últimos en ser estudiadas. También se encontró y exploró el edificio E, una instalación de almacenamiento. Fuera del perímetro se encontró un taller de obsidiana con viviendas.
La última vez que se estudió la zona fue en 1992 por Efraín Cárdenas. Se restauró la cara noroeste de la Gran Plataforma y se construyó el museo de sitio.

## El sitio hoy
Las yácatas son consideradas uno de los sitios más emblemáticos de la zona. El sitio alberga la K’uínchekua, un festival anual en el que las comunidades indígenas demuestran su cultura, principalmente a través de canciones y danzas.

## Bibiliografía
- Cahn, Pedro. (2008) «Un sacerdote distante y católicos pegajosos: cuestionando el mercado religioso en Tzintzuntzan, México». Universidad de Oklahoma.
- Carrasco, David. (2001). Tzintzuntzan. En The Oxford Encyclopedia of Mesoamerican Cultures: The Civilizations of Mexico and Central America (Vol. 3, págs. 279-81). Nueva York, Nueva York: Oxford University Press.
- Coe, MD y Koontz, R. (2008). México: de los olmecas a los aztecas (6.ª ed.). Londres: Thames y Hudson.
- Evans, Susan T. (2004). México antiguo y América Central: arqueología e historia de la cultura. Londres: Thames y Hudson.
- López Austin, A., & López Luján, L. (2001). El Pasado Indígena de México. Prensa de la Universidad de Oklahoma.
- Philips, Carlos. (2005). El mundo azteca y maya: vida cotidiana, sociedad y cultura en la antigua Centroamérica y México, con más de 500 fotografías e imágenes de bellas artes. Londres: Libros de Lorenz.